# Трапполи, Франко
Франко Трапполи (итал. Franco Trappoli), (род. 5 ноября 1947, Орвието, Италия) — итальянский политик, деятель Социалистической партии. В 1980—1983 годах мэр города Фано, затем — член Палаты депутатов Италии.

## Биография
Родился 5 ноября 1947 года в городе Орвието.
Франко Тропполи был первым буддистом, избранным в Палату депутатов Италии, где он отработал два созыва в 1983—1987 и 1992—1994 годах. В 2009 году снял с себя полномочия руководителя регионального отделения Социалистической партии.